# Hypselohaptodus
Hypselohaptodus — рід сфенакодонтових синапсидів із Призуралії Англії. Він містить один вид, Hypselohaptodus grandis, і відомий лише з одного зразка, частково лівої верхньої щелепи, яка зберігається в Музеї округу Уорік. Він був зібраний у Кенілворті, графство Уорікшир, Англія, з формації піщаника Кенілворт (Ворікширська група), що датується найдавнішою стадією асселійського періоду цизуральської серії, приблизно 299 мільйонів років тому.
Патон спочатку відніс H. grandis до Haptodus у 1974 році. У 2015 році було встановлено, що H. grandis і Haptodus garnettensis не є спорідненими з Haptodus baylei, а в 2019 році Фредерік Спіндлер перевів H. grandis в новий рід Hypselohaptodus.